# Verb irregular
Un verb irregular és un verb que té conjugacions particulars o idiosincràtiques segons el temps o mode en la qual sigui conjugat. Experimenta canvis pel que fa al paradigma, ja que pren desinències diferents a les que són habituals en els verbs regulars. Un verb irregular, generalment, no es regeix per les mateixes regles de conjugació que utilitzen la majoria dels verbs.

## Verbs irregulars a les llengües del món

### Verbs irregulars a les llengües indoeuropeues
A moltes de les llengües indoeuropees apareixen certes irregularitats a conseqüència del manteniment de la vella conjugació del protoindoeuropeu-indoeuropeu basada parcialment en l'apofonia o ablaut indoeuropeu:
- A les llengües germàniques es diferencia entre "verbs forts" –la conjugació dels quals es basa en part en el sistema d'ablaut indoeuropeu, que originalment era regular– i els "verbs febles" –la conjugació dels quals es basa exclusivament en afixos.
- En llatí i grec l'apofonia també és la responsable d'algunes irregularitats.

A part d'això, relacionat amb aspectes menys coneguts de la morfologia de l'antic indoeuropeu, alguns verbs com el llatí esse barregen en la seva conjugació diferents arrels, donant lloc a verbs heteròclits.

### Absència d'irregularitats verbals
Hi ha llengües que no tenen verbs irregulars, en especial les llengües aglutinants, que utilitzen partícules invariables –com acabaments o sufixos– que generalment serveixen per conjugar qualsevol verb. Per exemple, el quítxua, una llengua indígena d'Amèrica del Sud, no en té. Tampoc no n'hi ha en algunes llengües construïdes, com l'esperanto.